# Шанчжи
Шанчжи (кит. спр. 尚志市, піньїнь: Shàngzhì Shì) — місто-повіт в східнокитайській провінції Хейлунцзян, складова міста Харбін.

## Географія
Шанчжи розташовується на південному сході префектури.

### Клімат
Місто знаходиться у зоні, котра характеризується вологим континентальним кліматом з теплим літом. Найтепліший місяць — липень із середньою температурою 22.2 °C (72 °F). Найхолодніший місяць — січень, із середньою температурою -20 °С (-4 °F).
| Клімат Шанчжи           | Клімат Шанчжи | Клімат Шанчжи | Клімат Шанчжи | Клімат Шанчжи | Клімат Шанчжи | Клімат Шанчжи | Клімат Шанчжи | Клімат Шанчжи | Клімат Шанчжи | Клімат Шанчжи | Клімат Шанчжи | Клімат Шанчжи | Клімат Шанчжи |
| Показник                | Січ.          | Лют.          | Бер.          | Квіт.         | Трав.         | Черв.         | Лип.          | Серп.         | Вер.          | Жовт.         | Лист.         | Груд.         | Рік           |
| Абсолютний максимум, °C | 0             | 7             | 16            | 26            | 32            | 32            | 33            | 33            | 31            | 22            | 15            | 7             | 33            |
| Середній максимум, °C   | −13           | −7            | 1             | 12            | 20            | 25            | 27            | 26            | 21            | 12            | 0             | −8            | 10            |
| Середня температура, °C | −20           | −15           | −5            | 5             | 12            | 18            | 21            | 20            | 14            | 5             | −6            | −14           | 5             |
| Середній мінімум, °C    | −27           | −23           | −12           | −1            | 5             | 12            | 16            | 15            | 8             | −1            | −12           | −21           | −3            |
| Абсолютний мінімум, °C  | −40           | −37           | −32           | −17           | −6            | 2             | 8             | 7             | −2            | −13           | −26           | −33           | −40           |
| Вологість повітря, %    | 74            | 73            | 66            | 60            | 62            | 73            | 82            | 85            | 80            | 72            | 71            | 75            | 73            |
| ----------------------- | ------------- | ------------- | ------------- | ------------- | ------------- | ------------- | ------------- | ------------- | ------------- | ------------- | ------------- | ------------- | ------------- |
| Джерело: Weatherbase    |               |               |               |               |               |               |               |               |               |               |               |               |               |